# Mon nom est Trinita
Pour les articles homonymes, voir Trinita.
Pour plus de détails, voir Fiche technique et Distribution.
Mon nom est Trinita (titre original : Carambola) est un western spaghetti humoristique italien sorti en 1974, co-écrit et réalisé par Ferdinando Baldi.
C'est le premier film mettant en vedette le duo Antonio Cantafora et Paul L. Smith, un couple formé par le producteur Manolo Bolognini dans le but d'imiter les films à succès du duo Bud Spencer-Terence Hill. Une suite du même réalisateur est sortie un an plus tard : Si ce n'est toi, c'est donc ton frère (Carambola, filotto... tutti in buca).

## Synopsis
Un ancien soldat et champion de natation et son gigantesque et irascible ami acceptent, pour la somme de 50,000 dollars d'enquêter sur le trafic d'armes qui entre les États-Unis et le Mexique. Les deux compères conçoivent un stratagème.

## Fiche technique
Sauf indication contraire, les informations mentionnées dans cette section peuvent être confirmées par la base de données cinématographiques IMDb,  présente dans la section « Liens externes ».
- Titre français : Mon nom est Trinita[3]
- Titre original : Carambola[4]
- Réalisateur : Ferdinando Baldi
- Scénario : Ferdinando Baldi, Nico Ducci, Mino Roli
- Photographie : Aiace Parolin (it)
- Montage : Antonietta Zita (it)
- Musique : Franco Bixio, Vince Tempera
- Décors : Giorgio Giovannini (it)
- Production : Armando Todaro
- Sociétés de production : Aetos Produzioni Cinematografiche
- Pays de production :  Italie
- Langue de tournage : italien
- Format : Couleur - 2,35:1 - Son mono - 35 mm
- Durée : 100 minutes[4]
- Genre : western spaghetti humoristique, western parodique
- Dates de sortie :
  - Italie : 13 septembre 1974
  - France : 2 février 1977[3]

## Distribution
- Michael Coby (VF : Jean Fontaine) : Coby
- Paul L. Smith (VF : Claude Bertrand) : Clem
- William Bogart (VF : Jacques Ferrière) : Kelly
- Horst Frank (VF : Edmond Bernard) : Clydeson
- Pino Ferrara (VF : Jean-François Laley) : le shérif
- Luciano Catenacci (VF : Gérard Dessalles) : capitaine Howard Johnson
- Melissa Chimenti (VF : Janine Forney) : Pamela
- Franco Fantasia (VF : William Sabatier) : le professeur Max Laguerre
- Remo de Angelis (VF : Gérard Dessalles) : le lieutenant Stevens
- Ignazio Spalla : le chef mexicain
- Nello Pazzafini : l'homme de main de Clydeson
- Pietro Torrisi : le préfet assassiné